# Sudanacris cholawo
Sudanacris cholawo är en insektsart som beskrevs av Grunshaw 1996. Sudanacris cholawo ingår i släktet Sudanacris och familjen gräshoppor. Inga underarter finns listade i Catalogue of Life.